# Le Temple (Lamartine)

Le Temple est un poème d'Alphonse de Lamartine.
Paru en 1820, le recueil de Lamartine intitulé Méditations poétiques fut perçu comme un véritable manifeste de la poésie romantique. Parmi les vingt-quatre poèmes qui le composent, L'Isolement (dont le vers : Un seul être vous manque et tout est dépeuplé est un des plus connus) est l'un des plus caractéristiques de la nouvelle sensibilité qui s'y déploie. Julie Charles, l'amante du poète, a été emportée prématurément par une tuberculose en décembre 1817. Lamartine s'abandonne à son chagrin dans une élégie qui témoigne du mal de vivre et d'une rêverie presque déprimante[réf. souhaitée]. 